# 竹槍三百万本論
竹槍三百万本論（たけやりさんびゃくまんぼんろん）とは、日本陸軍軍人である荒木貞夫（1877 - 1966）が提唱した、竹槍300万本をもって日本の防衛を行うという旨の主張である。竹槍の本数については資料により異同がある。

## 概要
荒木は「竹槍将軍」とも呼ばれ、竹槍に絡めた発言を頻繁に行っている。中でも1933年（昭和8年）10月、当時陸軍大臣を務めていた荒木が外国人記者団とのインタビューの際に語り、記者団を啞然とさせた「竹槍三百万本あれば列強恐るるに足らず」という発言はよく知られている。

## 竹槍に関する荒木の発言
1933年（昭和8年）3月7日、英国大使館で行われたジョージ・バーナード・ショー（1856 - 1950）との対談において、近代兵器の話題の中で竹槍を話題に出している。
同年7月22日、高崎留守隊の視察及び前橋市で行われる国防議会発会式に向かった荒木が、高崎行きの列車車中で語った時局談の中に、国防予算に関する下記の一節があり、竹槍について300万本という具体的な数字を用いて語っている。
同年10月22日、福井県で行われる陸軍特別大演習の陪観に向かった荒木が列車車中で語った時局談の中にも、竹槍に関する下記の一節がある。
1934年（昭和9年）1月1日に荒木が出版した『非常時の認識と青年の覚悟』において、「先づ人の和を図れ」の章で竹槍に関して下記の記述をしている。
1935年（昭和10年）5月13日に荒木私邸で行われた、荒木と石橋湛山（1884-1973）による対談において、竹槍に関して下記のように発言している。

## 荒木の発言に対する反応
荒木の一連の発言に対する解釈はさまざまであるが、戦後においては当時の日本陸軍の非科学性と精神論を象徴する発言として取り上げられることが多い。一方で、東京裁判で荒木の弁護を担当した菅原裕による、この竹槍発言は悪質なデマであり荒木は実際には科学兵器を重視していた、とする反論もある。
また、石橋湛山は竹槍三百万本論について、荒木は「只だ万已むを得ざれば、竹槍でも戦争は出来る。其の場合には損害は勿論甚だ大きいが、之れを忍ぶ意力が国民にありさえすれば、戦争にはそれでも勝てる」という意見であったのに対し、世間からは「竹槍300万本さえあれば、他の武器は無用」という主張だと誤解を受けていると評している。石橋によれば、竹槍三百万本論に関する荒木の発言は、満州事変の頃に荒木が参加した参謀本部での戦術研究において、英米等の敵軍が本土上陸を行う段階となった場合に本土全域でゲリラ戦を展開すれば敵軍に抵抗できる、という結論に基づく発言であり、少なくとも戦闘機などの近代兵器が未発達だった当時の状況では一定の根拠に基づくものであったという。また、無制限に軍備の拡張をすれば国力の消耗につながり国防を全うすることができなくなる以上は、国を挙げて敵の侵入を撃退しようという国民の決意が戦勝の最大の条件となるという意味もあったという。

## 太平洋戦争における竹槍の使用
太平洋戦争においては、マレー作戦で拳銃隊と共に竹槍部隊が上陸するなど、僅かではあるが竹槍を武器の1つとして利用することもあった。
太平洋戦争後半、戦局の悪化により本土決戦が叫ばれ、1945年（昭和20年）3月24日、「国民義勇隊組織に関する件」の発表に伴い国民義勇隊が組織されることとなった。ただし、国民義勇隊では竹槍による訓練等は行わないものとしていた。
その翌月4月25日、大本営陸軍部により、全国民に対する本土決戦時の手引書である『国民抗戦必携』と題した冊子が発行された。『国民抗戦必携』の内容は1945年（昭和20年）6月10日から6月13日にかけて『朝日新聞』にて紹介されており、その中の「白兵戦闘と格闘」の章において以下の解説がされている。
また、その翌月5月24日、内閣総理大臣である鈴木貫太郎（1868-1948）が、航空機製造会社の代表者百数十人を首相官邸に招待して、航空機増産激励会を催し、その挨拶において竹槍について下記の発言をしている。
これは航空機の関係業者を集めた会合なので、特にその者達を激励するための発言であるが、航空機等の近代兵器の必要性を説くだけでなく、不毛な竹槍訓練を批判する意図も含められていると考えられる。
結果として竹槍戦術は正式には採用されないまま、1945年（昭和20年）8月14日、日本はポツダム宣言を受諾したため、本土決戦に至る前に終戦を迎えた。

## 海外の類例
- 第二次世界大戦中のイギリスでは物資の不足から、後方部隊であるホーム・ガードの武装として鉄パイプの一端に銃剣を溶接した「ホーム・ガード・パイク」が支給された。

- 南ベトナム解放民族戦線がブービートラップに使用した（パンジ・スティック）。